# Renjith Maheswary
Renjith Maheswary (* 30. Januar 1986 in Kottayam) ist ein indischer Leichtathlet, der sich auf den Dreisprung spezialisiert hat.

## Sportliche Laufbahn
Erste internationale Erfahrungen sammelte Renjith Maheswary im Jahr 2004, als er bei den Juniorenasienmeisterschaften in Ipoh mit einer Weite von 15,55 m den sechsten Platz belegte, ehe er bei den Juniorenweltmeisterschaften in Grosseto mit 15,62 m in der Qualifikation ausschied. 2006 nahm er erstmals an den Asienspielen in Doha teil und belegte dort mit 16,54 m den vierten Platz. Im Jahr darauf siegte er dann bei den Asienmeisterschaften in Amman mit einem Sprung auf 17,19 m und qualifizierte sich damit für die Weltmeisterschaften in Osaka, bei denen er aber mit 16,38 m den Finaleinzug verpasste. Anfang November erreichte er bei den Hallenasienspielen in Macau mit 15,59 m Rang sieben.  2008 schaffte er die Qualifikation für die Olympischen Spiele in Peking, bei denen er mit 15,77 m nicht über die erste Runde hinauskam.
2009 wurde er bei de Asienmeisterschaften in Guangzhou mit 16,48 m Vierter und im Jahr darauf wurde er beim Continentalcup in Split mit 16,69 m Siebter. Anschließend gewann er bei den Commonwealth Games in Neu-Delhi mit neuem indischen Rekord von 17,07 m die Bronzemedaille hinter dem Nigerianer Tosin Oke und Hugo Mamba-Schlick aus Kamerun, ehe er bei den Asienspielen in Guangzhou mit 16,76 m den vierten Platz belegte. 2011 nahm er erneut an den Weltmeisterschaften im südkoreanischen Daegu teil, brachte dort aber in der Qualifikation keinen gültigen Versuch zustande, wie auch bei den Olympischen Spielen im Jahr darauf in London.
2013 gewann er bei den Asienmeisterschaften in Pune mit einer Weite von 16,76 m die Silbermedaille hinter dem Chinesen Cao Shuo und qualifizierte sich damit für die Weltmeisterschaften in Moskau, bei denen er mit 16,63 m den Finaleinzug verpasste. Im Jahr darauf erreichte er beim Continentalcup in Marrakesch mit 15,91 m den achten Platz und wurde anschließend bei den Asienspielen im südkoreanischen Incheon mit 15,67 m Neunter. 2016 gewann er bei den Hallenasienmeisterschaften in Doha mit 16,16 m die Silbermedaille hinter dem Kasachen Roman Walijew. Kurz zuvor siegte er bei den Südasienspielen in Guwahati mit einem Sprung auf 16,45 m. Anschließend verbesserte er seinen eigenen Landesrekord auf 17,30 m und qualifizierte sich damit ein weiteres Mal für die Olympischen Spiele in Rio de Janeiro, bei denen er mit 16,13 m erneut den Finaleinzug verpasste. 
In den Jahren 2005, von 2008 bis 2010 und 2012 wurde Meheswary indischer Meister im Dreisprung.

## Persönliche Bestleistungen
- Dreisprung: 17,30 m (+1,8 m/s), 11. Juli 2016 in Bengaluru (indischer Rekord)
  - Dreisprung (Halle): 16,16 m, 20. Februar 2016 in Doha